# Brinnington
Brinnington är en ort i distriktet Stockport, i grevskapet Greater Manchester, i England. Brinnington var en civil parish från 1866 till 1902 då den blev en del av Bredbury. Denna civil parish hade 502 invånare år 1901.